# Покрајина Ђирона
Покрајина Жирона (кат. Província de Girona) или на шпанском, Покрајина Херона (шп. Provincia de Gerona) је шпанска покрајина која се налази на крајњем северистоку земље и део је аутономне заједнице Каталоније. Главни град је истоимена Ђирона.
Дата покрајина се простире на 5.910 km² и има око 756.810 становника по подацима из 2011. г.

## Положај
Покрајина Жирона се граничи са:
- север — држава Француска,
- исток — Средоземно море,
- југ — Покрајина Барселона,
- запад — Покрајина Љеида,
- северозапад — држава Андора.

Део покрајине, општина Љивија је шпанска ексклава на подручју Француске, одвојена од Шпаније.

## Природни услови
Дата покрајина се налази у североисточном делу Каталоније. Нижу половину покрајине на истоку чини приморска равница Емпорда, коју ствара више мањих река у доњем делу тока. На западу се издижу источни Пиринеји. Приобаље покрајине је чувана ривијера Коста Брава.

## Становништво
По последњим проценама из 2011. године у покрајини Жирона живи око 755 хиљада становника. Густина насељености је преко 126 ст/km². Преко 80% становништва живи у источној, низијско-приобалној целини.
Поред претежног каталонског становништва у округу живи и доста досељеника из свих делова света.
Као и у другим покрајинама аутономне заједнице Каталоније, и у покрајини Жирона се говоре каталонски и шпански (кастиљански) језик.

## Окрузи
Покрајина је састављена од 8 округа. То су:
- Алт Емпурда
- Баиш Емпурда
- Баиша Сердања (источни део)
- Гароча
- Жиронес
- Пла дел Естањ
- Рипољес
- Селва (осим општине Фогарс де ла Селва)

## Славни људи
- Салвадор Дали

## Већи градови
- Жирона (89.890 ст.)
- Фигерас (39.641 ст.)
- Бланес (37.819 ст.)
- Љорет де Мар (32.728 ст.)
- Олот (31.932 ст.)
- Салт (28.017 ст.)
- Росас (17.173 ст.)
- Рипољ (10.832 ст.)